# Hydrodynastes gigas
Hydrodynastes gigas är en ormart som beskrevs av Duméril, Bibron och Duméril 1854. Hydrodynastes gigas ingår i släktet Hydrodynastes och familjen snokar. Inga underarter finns listade i Catalogue of Life.  Det svenska trivialnamnet falsk vattenkobra förekommer för arten.
Arten förekommer i Sydamerika öster om Anderna från Venezuela till norra Argentina. Honor lägger ägg.